# Hallenradsport-Weltmeisterschaften/Vierer-Kunstradfahren
Das Vierer-Kunstradfahren ist ein Wettbewerb bei den Hallenradsport-Weltmeisterschaften.
Ein Wettkampf dieser Art wurde zuerst im Rahmen der Hallen-Weltmeisterschaften 2000 durchgeführt, allerdings als „Internationaler Preis des Fördervereins Hallenradsport“. Ziel des 1994 etablierten Fördervereins war es, Mannschafts-Kunstradsport international zu etablieren. Zu diesem Zweck unterstützte er nationale Verbände mit Rat und Tat und auch finanziell. Nachdem sich der Förderpreis etabliert hatte, erhielt der Wettbewerb ab 2005 Weltmeisterschafts-Status.

Die Konkurrenz bestand zunächst aus Frauen-Mannschaften. 2016 wurden die Regeln geändert; der Wettbewerb gehört nun zur offenen Klasse, so dass die Teams beliebig aus Frauen oder Männern bestehen können.
Seine beste Zeit hatte das Vierer-Kunstradfahren allerdings schon, bevor es Weltmeisterschafts-Status erhielt. Von 2002 bis 2004 nahmen neun Mannschaften teil (Belgien, Deutschland, Frankreich, Österreich, Schweiz, Slowakei, Tschechien, Ukraine, Ungarn), danach sank die Zahl allmählich, und nur Hongkong kam 2019 hinzu. 2021 und 2022 wurde die Konkurrenz mit nur drei Mannschaften ausgetragen.
Die Vierer treten für ihren nationalen Radsportverband an. Da die Disziplin intensives gemeinsames Training erfordert, handelt es sich in der Regel um Vereinsmannschaften, die sich über nationale Ausscheidungswettkämpfe qualifiziert haben. Wo bekannt, sind die Namen der Vereine über Fußnoten angegeben.

## Siegerliste
Internationaler Preis des Fördervereins Hallenradsport
| Jahr | Austragungsort | Erste                                                                                     | Zweite                                                                            | Dritte                                                                                 |
| ---- | -------------- | ----------------------------------------------------------------------------------------- | --------------------------------------------------------------------------------- | -------------------------------------------------------------------------------------- |
| 2000 | Böblingen      | Deutschland (Li) Ivone Carvalho Carmen Carvalho-Becker Alexandra Pawletta Carmen Pawletta | Schweiz (Lu) Ursi Caflisch Nicole Kaufmann Patricia Kottmann Martina Walti        | Österreich (Hs) Sabine Nicolussi Katharina Grössl Kathrin Hagen Martina Schwar         |
| 2001 | Kaseda         | Deutschland (Sh) Sandra Posch Petra Kollmer Martina Werndl Christine Antje Wirth          | Schweiz (Uz) Petra Storchenegger Eliane Zeller Jeanette Schneider Sabrina Lenherr | Österreich (Hs) Kathrin Hagen Melanie Melbinger Silke Melbinger Martina Schwar         |
| 2002 | Dornbirn       | Deutschland (Sh) Michaela Bodmeier Martina Grimm Sandra Posch Stefanie Sackheim           | Schweiz (Uz) Petra Storchenegger Eliane Zeller Jeanette Schneider Sabrina Lenherr | Österreich (Hs) Kathrin Hagen Melanie Melbinger Silke Melbinger Martina Schwar         |
| 2003 | Schiltigheim   | Schweiz (Uz) Eliane Zeller Petra Storchenegger Jeanette Schneider Sabrina Lenherr         | Deutschland (Ac) Katja Gaißer Simone Rudolf Christine Zimmermann Manuela Dieterle | Österreich (Hs) Kathrin Hagen Melanie Melbinger Silke Melbinger Martina Schwar         |
| 2004 | Tata           | Schweiz (Uz) Eliane Zeller Petra Storchenegger Jeanette Schneider Sabrina Lenherr         | Deutschland (Ac) Katja Gaißer Simone Rudolf Christine Zimmermann Manuela Dieterle | Tschechien (Ne) Markéta Tobolíková Jana Oplocká Kateřina Přibylová Michaela Matoušková |

Weltmeisterschaften
| Jahr           | Austragungsort                      | Gold                                                                                    | Silber                                                                                 | Bronze                                                                          |
| -------------- | ----------------------------------- | --------------------------------------------------------------------------------------- | -------------------------------------------------------------------------------------- | ------------------------------------------------------------------------------- |
| Frauen-Vierer  |                                     |                                                                                         |                                                                                        |                                                                                 |
| 2005           | Freiburg                            | Tschechien (Ne) Markéta Tobolíková Jana Oplocká Kateřina Přibylová Michaela Matoušková  | Österreich (Hs) Kathrin Hagen Melanie Melbinger Silke Melbinger Martina Schwar         | Schweiz (Hb) Daniela Keller Corinna Paul Doris Roth Angela Bolliger             |
| 2006           | Chemnitz                            | Deutschland (Li) Annika Wöhler Carmen Carvalho Ivone Carvalho-Becker Alexandra Pawletta | Tschechien (Ne) Markéta Tobolíková Jana Oplocká Kateřina Přibylová Michaela Matoušková | Schweiz (Hb) Daniela Keller Corinna Paul Doris Roth Angela Bolliger             |
| 2007           | Winterthur                          | Deutschland (Ac) Manuela Dieterle Katja Gaißer Ines Rudolf Simone Rudolf                | Österreich (Hs) Kathrin Hagen Melanie Melbinger Silke Melbinger Martina Schwar         | Schweiz (Hb) Daniela Keller Corinna Paul Doris Roth Angela Bolliger             |
| 2008           | Dornbirn                            | Österreich (Hs) Kathrin Hagen Melanie Melbinger Silke Melbinger Martina Schwar          | Deutschland (Ac) Manuela Dieterle Katja Gaißer Ines Rudolf Simone Rudolf               | Schweiz (Lu) Anja Gollmann Andrea Keller Maura Stiefel Nora Willener            |
| 2009           | Tavira                              | Deutschland (Ac) Manuela Dieterle Katja Gaißer Ines Rudolf Simone Rudolf                | Österreich (Hs) Kathrin Hagen Melanie Melbinger Silke Melbinger Martina Schwar         | Schweiz (Lu) Anja Gollmann Andrea Keller Maura Stiefel Nora Willener            |
| 2010           | Stuttgart                           | Deutschland (Sh) Katharina Gülich Sonja Mauermayer Ramona Strassner Ruth-Maria Weiand   | Österreich (Hs) Martina Diem Tanja Hutter Joana Loureiro da Costa Claudia Mathis       | Schweiz (Lu) Anja Gollmann Andrea Keller Maura Stiefel Nora Willener            |
| 2011           | Kagoshima                           | Deutschland (Sh) Katharina Gülich Sonja Mauermayer Ramona Strassner Christina Posch     | Schweiz (Lu) Carolin Noll Andrea Keller Maura Stiefel Nora Willener                    | Slowakei (Ko) Korina Vas Dóra Szabó Viktória Csente Alica Vinczeová             |
| 2012           | Aschaffenburg                       | Deutschland (Sh) Katharina Gülich Sonja Mauermayer Ramona Strassner Christina Posch     | Schweiz (Lu) Carolin Noll Andrea Schilling Maura Stiefel Nora Willener                 | Österreich (Gi) Nina Klammsteiner Marion Müller Elisa Klammsteiner Anna Pircher |
| 2013           | Basel                               | Deutschland (Sh) Katharina Gülich Sonja Mauermayer Anna Sporer Christina Posch          | Schweiz (Lu) Carolin Noll Andrea Schillig Maura Stiefel Nora Willener                  | Österreich (Gi) Nina Klammsteiner Marion Müller Elisa Klammsteiner Anna Pircher |
| 2014           | Brünn                               | Schweiz (Sr) Céline Burlet Flavia Zuber Melanie Schmid Jennifer Schmid                  | Deutschland (Dk) Nelly Ludwig Anja Fahrion Sandra Möbus Janina Raisch                  | Österreich (Hs) Alice Stampach Anna Pircher Marion Müller Julia Wetzel          |
| 2015           | Johor Bahru                         | Deutschland (Sh) Katharina Gülich Christine Posch Michaela Schweiger Ramona Ressel      | Schweiz (Sr) Céline Burlet Jennifer Schmid Melanie Schmid Flavia Zuber                 | Slowakei (Ko) Alica Vinczeová Anikó Molnárová Viktória Glofáková Dóra Szabó     |
| Offener Vierer |                                     |                                                                                         |                                                                                        |                                                                                 |
| 2016           | Stuttgart                           | Schweiz (Sr) Céline Burlet Jennifer Schmid Melanie Schmid Flavia Zuber                  | Deutschland (Sh) Katharina Gülich Ramona Strassner Christine Posch Ramona Ressel       | Slowakei (Ko) Alica Vinczeová Dóra Szabó Viktória Glofáková Henrietta Domin     |
| 2017           | Dornbirn                            | Schweiz (Sr) Céline Burlet Jennifer Schmid Melanie Schmid Flavia Zuber                  | Deutschland (Sh) Katharina Gülich Ramona Strassner Michaela Schweiger Ramona Ressel    | Slowakei (Ko) Alica Vinczeová Dóra Szabó Viktória Glofáková Henrietta Domin     |
| 2018           | Lüttich                             | Deutschland (Sh) Katharina Gülich Julia Dörner Annamaria Milo Ramona Ressel             | Schweiz (Sr) Céline Burlet Jennifer Schmid Melanie Schmid Flavia Zuber                 | Österreich (Hö) Leonie Huber Lea Schneider Lukas Schneider Julia Wetzel         |
| 2019           | Basel                               | Schweiz (Ba) Elena Fischer Vanessa Hotz Saskia Grob Stefanie Moos                       | Deutschland (Wo) Nora Erbenich Sabrina Born Annika Furch Hannah Rohrwick               | Österreich (Hö) Leonie Huber Lea Schneider Lukas Schneider Julia Wetzel         |
| 2020           | nicht ausgetragen (Corona-Pandemie) | nicht ausgetragen (Corona-Pandemie)                                                     | nicht ausgetragen (Corona-Pandemie)                                                    | nicht ausgetragen (Corona-Pandemie)                                             |
| 2021           | Stuttgart                           | Deutschland (Wo) Nora Erbenich Sabrina Born Annika Furch Hannah Rohrwick                | Österreich (Hö) Leonie Huber Lea Schneider Lukas Schneider Julia Wetzel                | Schweiz (RU) Ronja Zünd Fabienne Haas Laura Tarneller Nadine Bissegger          |
| 2022           | Gent                                | Deutschland (Eb) Annika Rosenbach Milena Schwarz Tijem Karatas Stella Rosenbach         | Schweiz (Ba) Stefanie Moos Vanessa Hotz Flavia Schürmann Carole Ledergerber            | Hongkong So Cheuk Lam Wong Cheuk Sze Ho Dong Qing Lam Cheuk Yu                  |
| 2023           | Glasgow                             | Schweiz (Ba) Stefanie Moos Vanessa Hotz Flavia Schürmann Carole Ledergerber             | Deutschland (Eb) Annika Rosenbach Milena Schwarz Tijem Karatas Stella Rosenbach        | Österreich (Rö) Laura Schnetzer Lea Morscher Annika Pichler Anna Pircher        |
| 2024           | Bremen                              | Schweiz (Uz) Stefanie Haas Sarah Manser Selina Niedermann Valerie Unternährer           | Deutschland (Eb) Tijem Karatas Svenja Kraus Stella Rosenbach Milena Schwarz            | Österreich (Rö) Laura Schnetzer Lea Morscher Annika Pichler Anna Pircher        |

## Medaillenspiegel
Die unten stehende Tabelle enthält nur die Resultate der Weltmeisterschaften, nicht des Vorgänger-Wettbewerbs.
| Platz  | Land        | Gold | Silber | Bronze | Gesamt |
| ------ | ----------- | ---- | ------ | ------ | ------ |
| 1      | Deutschland | 11   | 7      | 0      | 18     |
| 2      | Schweiz     | 6    | 6      | 7      | 19     |
| 3      | Österreich  | 1    | 5      | 7      | 13     |
| 4      | Tschechien  | 1    | 1      | 0      | 2      |
| 5      | Slowakei    | 0    | 0      | 4      | 4      |
| 6      | Hongkong    | 0    | 0      | 1      | 1      |
| Gesamt | Gesamt      | 19   | 19     | 19     | 57     |